# Мороськи
Мороськи (біл. вёска Мароські) — село в складі Молодечненського району Мінської області, Білорусь. Село підпорядковане Лебедівській сільській раді, розташоване в західній частині області.